# Яшки погром
Яшкият погром е масово избиване на евреи в румънския град Яш по време на Втората световна война, случило се в периода от 27 юни до 2 юли 1941 г., т.е. непосредствено след началото на операция Барбароса.
По непотвърдени данни румънска войска и жандармерия по време на тази „кървава седмица“ избива най-малко 8000 и арестува и изселва 5000 евреи от Яш, от които след последвалия 7-дневен железопътен превоз оцеляват само 1011 души.
Според официалните данни на румънското правителство, получени след края на войната, се говори за смъртта на 13 266 души, а данните на местната еврейска общност сочат 14 850 убити, включително и тези, които са загинали по време на депортирането им от града по време и след погрома.
Преди погрома населението на Яш е възлизало на 100 000 души, от които евреите са били около 45 000. Румънският премиер в навечерието на войната Йон Антонеску иска да види страната очистена от евреи и цигани. През 1938 г., под влияние на законодателните решения по т.нар. Нюрнбергски закони в Нацистка Германия и други страни, румънското правителство въвежда редица ограничения за евреите. Нацистки и пронацистки румънски партии започват устройването на погроми и изтребване на евреите. През 1940 г. са забранени браковете между румънци и евреи, на евреите е забранено да носят румънски имена, а в някои райони на евреите е било забранено дори да говорят родния си език идиш на обществени места. Следвайки германския пример, правителството на Антонеску въвежда за евреите принудителен труд, нареждайки им да носят отличителен знак, както е било през Средновековието, и т.н.
На 19 януари 1941 г. по време на метежа на "Желязната гвардия„ в страната в Букурещ и други румънски градове избухват първите мащабни антиеврейски погроми, които продължават 2 дни.
В средата на юни 1941 г. държавните медии на Румъния отхвърлят ширещите се слухове, че съветски парашутисти са стоварени в покрайнините на Яш и че евреите са им помогнали да се укрият. Седмица преди погрома, т.е. по време на нападението на Третия Райх над Съветския съюз, християнските домове са белязани с кръстове, а еврейското мъжко население е изкарано да копае големи окопи около еврейското гробище, като същевременно румънски войници претърсват еврейските домове в “търсене на доказателства" за укриването на съветските диверсанти.